# Chiesa di Santa Maria (Gravina in Puglia)
La chiesa di Santa Maria è una chiesa di Gravina in Puglia situato nella piazza centrale. Alla chiesa è annesso un monastero di monache domenicane.

## Storia
La duchessa Giovanna dalla Tolfa, rimasta sola dopo la morte del marito, Ferdinando III Orsini, si dedicò ad azioni caritatevoli e alla preghiera decidendo di dedicarsi totalmente a Dio attraverso la vita consacrata. Fu lei a volere l'erezione di un nuovo monastero, lì dove sorgeva un orfanotrofio per bambine povere e un ospedale, con l'aiuto di architetti, scultori e pittori che in poco tempo portarono a termini i lavori. La chiesa fu consacrata dal cardinale Vincenzo Maria Orsini, arcivescovo metropolita di Manfredonia, nel settembre del 1677.
La munificenza della duchessa verso il monastero non si limitò solo a generose elargizioni, ma lo ampliò rendendolo idoneo alla vita claustrale acquistando anche degli immobili per il trasferimento dell'ospedale e dell'orfanotrofio.

## Descrizione
La chiesa è ad unica navata e conserva il matroneo a grate tipico del XVII secolo. Dopo un secolo ci fu l'esigenza di ampliare la chiesa allungandola sul lato del monastero e ricostruendo i due altari laterali dedicati uno alla Madonna del Rosario e l'altro a san Domenico di Guzman. Nei primi anni del XIX secolo fu rifatta la pavimentazione attraverso delle maioliche e gli altari laterali vennero rivestiti in marmo. Sull'altare maggiore è presente un dipinto dell'Assunzione di Maria di Carlo Rosa e sulla porta d'ingresso vi è una cantoria a grate ed un organo risalenti al XVIII secolo.
La chiesa ha una facciata a due piani scanditi da lesene e da un coronamento a raccordi, due grandi oculi ovali e una finestra tribolata. Nel monastero erano poi presenti una notevole quantità di dipinti ma una cospicua parte è passata al demanio dopo le leggi di soppressione.